# Scouts et Guides de France
Ne doit pas être confondu avec Scouts de France ou Guides de France.
 (septembre 2017).
 (août 2022).
Motif : manque de sources secondaires depuis 2017
Les Scouts et Guides de France (« SGDF ») sont la principale association française de scoutisme. Issue de la fusion des Scouts de France et des Guides de France réalisée en 2004, l'association « Scouts et Guides de France » est reconnue d'utilité publique. Mouvement catholique pluraliste, le mouvement est ouvert à tous les jeunes, sans distinction de religion, et agréé comme « Mouvement d’éducation populaire » par le ministère de la Jeunesse et des Sports. Dans le cadre de son engagement dans la vie sociale et de son projet éducatif, l’association peut participer à des activités d’intérêt général, notamment de solidarité, de sécurité civile et de protection de l’environnement. L’association compte 100 320 adhérents en juillet 2025. Elle recense environ 860 implantations locales, réparties dans les départements de France métropolitaine et d’outre-mer.
Les différentes réformes que les Scouts et Guides de France ont effectuées, se démarquant ainsi d'un scoutisme traditionnel marqué par la pédagogie de Baden-Powell et du père Jacques Sevin, ont été l'objet de nombreuses critiques et sont à l'origine de différentes scissions qui ont vu naître les Scouts unitaires de France et qui ont permis l'essor d'autres mouvements promouvant un scoutisme traditionnel comme les Guides et Scouts d'Europe.
L’association des Scouts et Guides de France est en France l'association de scoutisme reconnue pour la confession catholique par les instances mondiales de scoutisme (OMMS) et de guidisme (AMGE), à travers la Fédération du scoutisme français.

## Organisation
En 2025, l'association « Les Scouts et Guides de France » est brièvement présidée par Marine Rosset (du 16 juin au 6 août),,, ancienne professeur d’histoire-géographie en Seine-Saint-Denis et élue du Parti socialiste dans le 5e arrondissement de Paris. Elle est dirigée par la déléguée générale Anne-Claire Bellay-Huet depuis septembre 2021. En septembre 2020, Xavier de Verchère succède au père Benoît Vandeputte, dominicain, en devenant le nouvel aumônier général des Scouts et Guides de France. L'assemblée générale de l'association est constituée de représentants élus par chaque implantation locale et territoriale. En 2014, 75 % des 1 000 délégués à l'AG avaient moins de 30 ans.

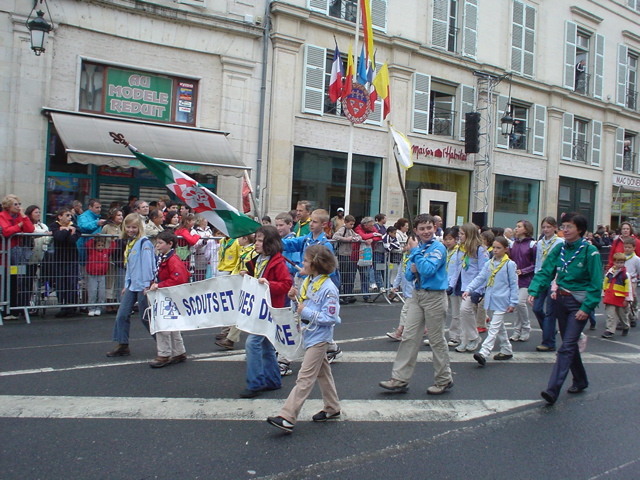
Membres d'un groupe local Scouts et Guides de France.

L'association des Scouts et Guides de France se structure de la manière suivante :
- des groupes de 15 â 30 jeunes, d'une même tranche d'âge (6-8 ans, 8-11 ans, 11-14 ans ou 14-17 ans, les 17-21 ans sont en équipe de 4 à 8), et encadré par des adultes responsables (chefs et cheftaines, ou les parents pour les 6-8 ans) est appelé « unité ». Cette unité est sous la responsabilité d'un responsable d'unité ;
- Plusieurs unités (de même tranche d'âge ou non) forment un « groupe local », sous la responsabilité d'un « responsable de groupe » (RG), chargé de l'ensemble des unités du groupe. Un groupe idéal rassemble l'ensemble des tranches d'âges. Pour les plus gros groupes, il peut y avoir plusieurs unités de chaque tranche d'âge. On trouve en général un groupe local par commune mais s'il y a beaucoup de jeunes sur une même commune (ou un même arrondissement), il n'est pas rare d'y trouver plusieurs groupes ;
- l'ensemble des groupes d'un même lieu forme un « territoire » (chacun d'entre eux regroupait à l'heure de leur création environ 1 000 scouts et guides). Certains territoires sont peu étendus et peuvent correspondre à un département (Somme…), voire la moitié d'un département (Paris Ouest, Paris Est, Hauts-de-Seine Nord et Hauts-de-Seine Sud, Lyon Levant…). D'autres sont beaucoup plus étendus et peuvent regrouper deux ou trois départements (Midi-Pyrénées, Normandie…). Ces territoires sont gérés par une équipe territoriale, composée généralement d'un pôle pédagogique, d'un pôle développement et d'un pôle administratif et financier. Les territoires sont coordonnés par un « délégué territorial », un aumônier territorial et les responsables de pôles, qui forment « l'équipe pilote » du territoire ;
- ces territoires sont soutenus par « l'échelon national », regroupant six départements. Chaque département est sous la responsabilité d'un « délégué national », et l'ensemble est coordonné par le « délégué général ». Les délégués nationaux et le délégué général sont nommés par le conseil d'administration. Une partie de l'équipe nationale est décentralisée en neuf « centres de ressources » (Île-de-France Est, Île-de-France Ouest, Nord, Ouest, Sud-Ouest, Nord-Est, Centre-Est, Méditerranée, et Outre-Mer Monde) qui assurent un soutien de proximité aux territoires[9].

Si quelques personnes des instances dirigeantes du mouvement sont salariées (chaque responsable d'une équipe nationale de branche notamment), la responsabilité de l'animation auprès des plus jeunes sur le terrain est effectué par de (jeunes) adultes bénévoles (les « chefs » et « cheftaines »).
Depuis 2019 chaque groupe et chaque territoire a la possibilité de créer un conseil des jeunes. Chaque groupe élit un jeune pour chaque tranche d'âge, des farfadets aux compagnons. Les représentants siègent au conseil des jeunes de leur groupe et de leur territoire. Par ailleurs, les assemblées de groupe et les assemblées territoriales, qui préparent l'assemblée générale, sont composés de représentants des jeunes de 16 ans et plus, des membres associés, ainsi que des responsables légaux des jeunes de moins de 16 ans.
En août 2021, l’association compte 90 920 adhérents. Les enfants et jeunes membres de l'association sont à peu près répartis de la façon suivante :
- 5 171 enfants de 6-8 ans (farfadets) ;
- 20 743 enfants de 8-11 ans (louveteaux et jeannettes) ;
- 18 851 jeunes de 11-14 ans (scouts et guides) ;
- 12 944 jeunes de 14-17 ans (pionniers et caravelles) ;
- 4 653 jeunes de 17-21 ans (compagnons) ;
- 28 269 bénévoles ;
- 140 salariés.

## Historique

### Historique commun aux SDF et GDF

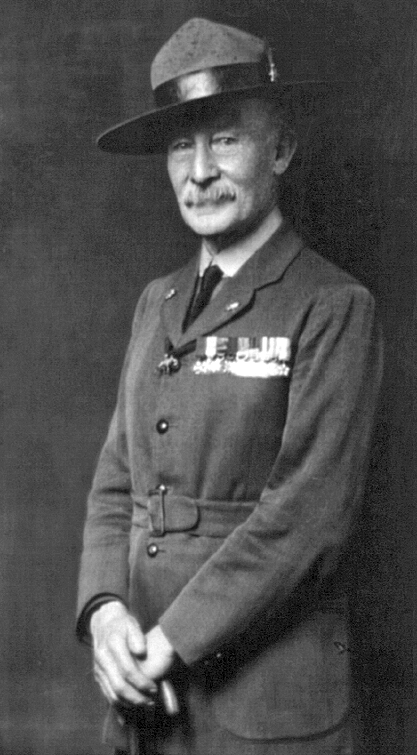
Robert Baden-Powell.

- 5 juillet 1920 : fondation des Scouts de France par le Père Jacques Sevin, le chanoine Cornette, Paul Coze et Édouard de Macedo, à la suite du succès en Grande-Bretagne du mouvement fondé par Lord Baden-Powell. Les Scouts de France -mouvement catholique dès leur création- fédèrent alors les unités scoutes qui s'étaient créées spontanément en France. Ils ne sont pas ouverts aux filles.
- Juin 1923 : l'association des Guides de France est officiellement fondée. L'aumônier général des Scouts de France, le chanoine Cornette, en devient l'Aumônier Général. Le Cardinal Dubois reçoit la promesse d’Albertine Duhamel le 16 juin 1923, et lui remet l'insigne des guides.
- 24, 25 et 26 septembre 1940 : sous l'occupation allemande, les mouvements de scoutisme sont interdits en zone occupée, mais cela ne les empêche pas de perdurer clandestinement. En zone libre, le régime de Vichy tente de contrôler le mouvement. Les cinq mouvements de scoutisme existants réagissent et se réunissent à l'Oradou, près de Clermont-Ferrand, pour donner naissance à la Fédération du scoutisme français. La « Charte de L'Oradou » fédère ces associations féminines et masculines, tout en respectant l'identité de chacun.
- 1947 : le Scoutisme Français organise le 6e jamboree mondial dénommé Jamboree de la Paix. Il regroupe près de 25000 scouts provenant de 70 nations. Les SDF permettent en les camouflant la venue de scouts allemands.
- Pendant la guerre d’indépendance, en Algérie, les Scouts de France coexistent et parfois agissent avec d’autres mouvements scouts notamment les Scouts Musulmans Algériens. D’anciens membres des Amitiés scoutes (Scouts de France) qui avaient créé le mouvement la Vie Nouvelle en 1947 sont particulièrement actifs en Algérie dans la municipalité d’Alger et au sein des Libéraux d’Algérie où militent aussi quelques Scouts Musulmans Algériens[11]. D’autres « Scouts de France » en Algérie avaient fait des choix opposés.
- À partir de 1964, à la suite du Concile de Vatican II et de l'évolution des réflexions pédagogiques dans la société, on assiste à la « modernisation » progressive du mouvement sous la direction de François Lebouteux qui décide alors de rompre avec la ligne pédagogique traditionnelle du scoutisme qu'avait fixée Baden-Powell ou encore le Père Sevin : tenues plus colorées, assouplissement de la discipline et adaptation de la pédagogie. La branche « Eclaireurs » (12-17 ans) est scindée en deux tranches d'âges « Rangers » (12-14 ans), les « chemises bleues », et « Pionniers » (14-18 ans), les « chemises rouges ». Mais le mouvement conserve la séparation des branches féminine et masculine. L'évolution est profonde. Elle introduit notamment des pratiques démocratiques dans un modèle très hiérarchisé que ses détracteurs qualifiaient de militariste. Cette évolution est jugée trop progressiste par une fraction importante plus traditionnelle qui y voit une dénaturation du scoutisme et qui tente de conserver une pédagogie « unitaire » (référence à l'unicité de la branche 12-17 ans), en restant toutefois rattaché au Scouts de France et aux Guides de France. C'est sur cette volonté de continuité avec le projet initial de Baden-Powell et du père Sevin que se développent les Scouts d'Europe.
- 1971 : création du mouvement Scouts unitaires de France (SUF) à partir de groupes Scouts de France refusant la réforme. Le mouvement n'est pas intégré à la Fédération du scoutisme français et n'est pas reconnu par l'Organisation Mondiale du Scoutisme, mais reçoit l'agrément du ministère de la Jeunesse et des Sports et sont reconnus par l'Église.
- 1976 : les Scouts de France et les Guides de France se rapprochent et créent un groupe de travail commun, appelé « l'équipe de coordination scouts/guides », pour étudier les dossiers suivants : « l'inter-éducation », l'animation des unités (groupes) au niveau local, et la création d'une branche aînée commune. Mais les deux mouvements ne parviennent pas à se mettre d'accord sur le degré de souveraineté que chacun est prêt à abandonner. Les Scouts, supérieurs en nombre, souhaitent une fusion. Les Guides de France favorisent la création d'une confédération. Elles craignent la disparition de l'identité des Guides au profit des Scouts, ce qui leur est inacceptable après un siècle de lutte pour l'autonomie féminine.
- 1981 : incapables de se mettre d'accord, une rupture est amorcée entre les deux mouvements Scouts de France et Guides de France.
- 1982 : à la suite de l'échec du rapprochement Scouts/Guides, les Scouts de France votent la coéducation lors de l'Assemblée Générale, faisant ainsi directement concurrence aux Guides de France, ce qui provoque de nombreuses crises au niveau local. Les Guides de France, qui prônent la coresponsabilité homme-femme dans le respect des différences, décident de continuer à n'accueillir que des filles dans leurs unités, excepté les 6-9 ans, les 17-21 ans, et certaines propositions spécifiques, comme les unités soleil, destinées aux jeunes issus de l'immigration. L'encadrement y est mixte.

### Historique des SGDF
- 2000 : les assemblées générales des Scouts de France (réunie à Jambville) et des Guides de France (réunie à Toulouse) votent une orientation visant à entamer des discussions pour un éventuel rapprochement.
- 2003 : les assemblées générales des Scouts de France (réunie à Jambville) et des Guides de France (réunie à Lyon) votent respectivement à 91 % et à 85,5 % les processus de rapprochement des deux mouvements, et la création d'un nouveau mouvement : les Scouts et Guides de France. Durant l'année 2003-2004, les évaluations des deux mouvements, pour étudier les meilleurs montages juridiques permettant la création du nouveau mouvement, et les modes de travail sur les contenus pédagogiques du futur mouvement, sont réalisées.
- 29 mai 2004 : lors des assemblées générales simultanées des Scouts de France et Guides de France à Lourdes le 29 mai, la fusion entre les deux mouvements est votée : l'association des Scouts de France est dissoute et celle des Guides de France devient « Scouts et Guides de France », en accueillant le patrimoine et les adhérents des Scouts de France. Contrairement à d'autres mouvements (tels que les Guides et Scouts d'Europe) l'ordre des mots est « Scouts et Guides » et non « Guides et Scouts », et ce pour répondre à une volonté des Guides -toujours dans l'optique de ne pas se faire « absorber » par les Scouts, supérieurs en nombre - de conserver l'expression « Guides de France » afin de limiter les risques d'« oubli » du mot « Guides ».
- 30 et 31 mai 2004 : première assemblée générale commune des Scouts et Guides de France, qui vote les statuts de l'association et définit quelques points techniques (l'emplacement du siège social) et entame une réforme pédagogique sur 3 à 4 ans.
- 1er septembre 2004 : mise en application de la décision des assemblées générales ordinaires et extraordinaires des 29, 30 et 31 mai. Il n'existe alors plus qu'une seule association : les « Scouts et Guides de France ».
- 28 au 31 juillet 2006 : Quels Talents ! - 1er Jamboree National de la branche Scouts/Guides pour la nouvelle association
- aout 2007 : fête du centenaire du scoutisme dans le monde entier et un camp commémoratif sur l'Île de Brownsea au Royaume-Uni.
- Juillet 2010 : Cité Cap - 1er rassemblement national de la branche Pionniers1er/Caravelles.
- 31 juillet au 3 août 2010 par Cap'O'Cent, centenaire du Scoutisme marin, rassemblement national inter-associations SUF, EEUdF, SGDF, AGSE.
- 23 au 25 avril 2011 : rencontres nationales tionales « Génération responsable - Promesses d'Humanité »
- 27 au 31 juillet 2012 : Vis Tes Rêves! - 2e rassemblement national de la branche Scouts/Guides à Jambville.
- 5 et 6 avril 2014 : De notre mieux! - 1er rassemblement national en territoire de la branche louveteaux/jeannettes.
- 16 au 23 juillet 2015 : You're Up! 1er rassemblement européen de la branche pionniers/caravelles. Une délégation de pionniers et caravelles se rend au 23e Jamboree mondial, au Japon.
- 3 au 14 août 2016 : Roverway 2016 - rassemblement européen des branches aînées des associations de scoutisme membre des deux organisations mondiales (l'organisation mondiale du mouvement Scout et l'association mondiale des Guides et Éclaireuses).
- 22 au 26 juillet 2019 : Connecte! - rassemblement national de la branche Scouts-Guides à Jambville.

## Pédagogie

### Projet éducatif
Le projet éducatif des Scouts et Guides de France propose « aux jeunes filles et garçons un espace de vie qui répond à leur besoin de rêver, d’agir, de réussir leurs projets, de vivre en communauté, de donner sens à leur vie », et les invite à devenir des « citoyens du monde, solidaires et responsables ».
Ce projet propose quatre axes pour progresser. Le développement global de chaque jeune est orienté vers :
- construire sa personnalité ;
- éduquer des garçons et des filles ;
- vivre ensemble ;
- habiter autrement la planète.

En substance, le projet éducatif rappelle les points suivants :
- chaque jeune est une personne unique, qui doit se construire à son rythme, avec des repères, ancré dans le monde d'aujourd'hui ;
- les Scouts et Guides de France se propose d'éduquer des garçons et des filles, dans le cadre d'une « mixité fondée sur une pédagogie tenant compte des différences et de l’altérité entre les sexes » ; on utilise le terme de coéducation, qui désigne l’éducation des jeunes des deux sexes ensemble. Il ne s’agit pas de mixité au sens classique, qui constitue une éducation commune : filles et garçons sont éduqués ensemble mais différemment, en tenant compte de leurs spécificités respectives ;
- le mouvement se veut une communauté ouverte (« mouvement est ouvert à tous, sans élitisme, sans distinction de culture, de croyance ou d’origine sociale »), au niveau local, sur la société, sur le monde. Dans son fonctionnement, la vie en équipe est la « cellule de base du scoutisme », composée uniquement de filles ou de garçons (sauf dans la branche compagnons ;
- répondant à l'appel de Baden-Powell (« Essayez de laisser ce monde un peu meilleur qu’il ne l’était quand vous y êtes venus »), les Scouts et Guides de France choisissent de vivre dans le monde réel, et affirment qu'il peut être changé, grâce et par l'Homme, pour la paix. Vie dans la nature, action locale, vision universelle sont complémentaires ;
- reconnu comme mouvement éducatif de l’Église catholique en France, le mouvement participe activement à la pastorale des jeunes dans les diocèses. De même pour la conférence internationale catholique du scoutisme (CICS) et la Conférence Internationale Catholique du Guidisme (CICG) dont les Scouts de France et les Guides de France étaient des associations fondatrices, lieux d’échanges, de rencontres, de partage et d’études dans le domaine de la pédagogie religieuse et de la vie en Église. Elles sont toutes deux reconnues à la fois par les deux associations mondiales du scoutisme et du guidisme et par le Saint-Siège comme Organisation Internationale Catholique[13].

### Loi
La loi actuelle de référence des scouts et Guides de France, déposée auprès du scoutisme et du guidisme mondial, et qui est une réécriture de la loi que le père Sevin avait écrit pour le mouvement, est la suivante :
la guide, le scout ;
art.1 Parle en vérité et agit en cohérence ;
art.2 Est digne de confiance et sait faire confiance aux autres ;
art.3 Va au devant des autres et tisse des liens de fraternité avec les scouts et guides du monde entier ;
art.4 Emploie ses ressources avec sagesse ;
art.5 Affronte les difficultés avec optimisme ;
art.6 Participe à la construction d'un monde de justice et de paix ;
art.7 Aime et protège la Création ;
art.8 Vit avec énergie et prend des initiatives ;
art.9 Accueille la Bonne Nouvelle par ses actes au service des autres ;
art.10 Est maître (responsable) de ses paroles, de ses actes et de ses pensées.

### Branches
Héritage des réformes de 1964 chez les Scouts de France et les Guides de France, la pédagogie des SGdF comporte cinq branches, qui correspondent aux tranches d'âge des enfants :
- « 6-8 ans » : les « Farfadets » sont issus de la fusion des propositions Farandoles (GdF) et Sarabandes (SdF) et portent une chemise vert clair ;
- « 8-11 ans » : les « Louveteaux et Jeannettes » fusionnent les branches Jeannettes (GdF) et Louveteaux et louvettes (SdF). Ils portent une chemise orange. Les enfants vivant la proposition marine sont les « Moussaillons » ; ils portent la chemise orange, manches remontées, et un polo à manches longues rayé bleu marine et blanc ;
- « 11-14 ans » : les « Scouts et Guides » fusionnent les branches Guides (GdF) et Scouts et scoutes (SdF). Ils portent une chemise bleue. Les jeunes vivant la proposition marine sont les « Mousses » ; ils portent la chemise bleue, manches remontées, et un polo rayé bleu marine et blanc ;
- « 14-17 ans » : les « Pionniers et Caravelles » fusionnent les branches Caravelles (GdF) et Pionniers et pionnières (SdF). Ils portent une chemise rouge. Les jeunes vivant la proposition marine sont les « Marins » ; ils portent une chemise rouge avec un polo blanc rayé de bleu marine, abandonnant donc la chemise bleu marine des marins SdF ;
- « 17-20 ans » : les « Compagnons » fusionnent les branches Jeunes en marche (GdF) et Compagnons (SdF). Ils portent une chemise verte. Les équipes sont mixtes.

Les unités louveteaux et jeannettes, scouts et guides et pionniers et caravelles peuvent être coéduquées ou homogènes (composée uniquement de garçons ou de filles). Ces unités sont encadrées par une « maîtrise », composée de « chefs » et « cheftaines », qui portent des chemises de la même couleur que les jeunes. Ce sont en général de jeunes adultes formés ou en cours de formation (le mouvement propose sa propre formation, qui ajoute au contenu du BAFA l'apprentissage de la pédagogie scoute). Les équipes Compagnons sont accompagnées par un ou deux adultes (souvent un couple), les « accompagnateurs compagnons ». Enfin les cadres du mouvement (responsables de groupes locaux, responsables territoriaux et nationaux) sont reconnaissables à leur chemise « bouton de violette » (indigo).

#### Farfadets
De 6 à 8 ans.
Avec les Farfadets, les Scouts et Guides de France proposent aux enfants de vivre le scoutisme, autour des « Maîtres-Mots » (la loi) : accueillir et partager. Les farfadets portent une chemise vert pomme. L'équipe d’animation est composée des parents (les parents animateurs farfadets), chargés de proposer le scoutisme aux enfants, et est coordonnée par un adulte formé, nommé par le groupe, garant des objectifs pédagogiques.
| « Objectifs pour les enfants » : - devenir autonome - faire confiance - porter un regard sur ce qu’il fait - découvrir la présence de Jésus | « Objectifs pour les parents » : - accompagner l’enfant - comprendre le développement de son enfant - se confronter avec d’autres parents - par le jeu avoir une relation parent/enfant - accompagner spirituellement son enfant - relire à la lumière de l’évangile |

Les six « axes de développement » du scoutisme chez les 6-8 ans sont :
- vivre avec son corps : découvrir ses 5 sens développer ses aptitudes physiques, expérimenter son autonomie ;
- vivre avec ses mains : comprendre les choses qui nous entourent et apprendre des gestes ;
- vivre avec sa tête : apprendre à se connaître, exprimer son avis, sens du bien et du mal sens des responsabilités ;
- vivre avec son cœur : exprimer ses émotions respecter les autres et être heureux ;
- vivre avec les autres : partager, jouer à plusieurs, connaître l’existence d’idées différentes des siennes, apprendre à faire la paix ;
- vivre avec Jésus : découvrir Jésus dans les actes de la vie, auprès des autres, apprendre à prier.

#### Louveteaux et jeannettes
De 8 à 11 ans.
La pédagogie des Louveteaux et Jeannettes s'appuie sur les Sylphes, personnages mi-humains, mi-végétaux, qui sont les messagers de la nature et amis du Grand Arbre (dont les racines centenaires sont mères de la forêt), et qui sont présentés dans un conte : la Forêt des Escapades.
L'ensemble de l'unité est appelée une « peuplade », et cette peuplade est subdivisée en « sizaines » de 6 enfants environ (d'où le nom de « sizaine ») qui se réunissent régulièrement à leur « cabane » pour le « conseil de cabane » où les enfants sont invités à s'exprimer et/ou prendre des décisions démocratiquement. Différents rôles (le "président" qui mène les débats, le "porte-parole" qui rapportera ce qui est dit, le "secrétaire" qui met par écrit ce qui est dit) sont alors endossés par les enfants pour assurer un bon déroulement des discussions. Le but de ce conseil est généralement de faire le point sur la vie de la sizaine, grâce à un « porte-parole » qui sera envoyé cette fois au « conseil des porte-paroles », constitué des porte-paroles et de chefs. La plupart des informations et des décisions qui concernent toute l'unité ont lieu pendant le « conseil de peuplade » qui réunit tous les enfants et tous les chefs.
Peu importe si c'est avant ou après leur « promesse », les louveteaux et jeannettes progressent en acquérant des « atouts ». Celui de Blogane (une sylphe-fleur rouge, qui est solidaire), de Laline (une sylphe-feuille jaune, qui est dynamique), Théla (une sylphe-bogue de châtaigne bleue, qui est débrouillarde), Yzô (un sylphe-pierre vert, qui est vrai), Maÿls (un sylphe-nuage blanc, qui est curieux de Dieu) et Kawane (un sylphe-herbe violet, qui est respectueux).
Pour chaque sylphe - chacun associé à l'un des axes du scoutisme (par rapport au monde, à soi, à son corps, aux autres, à Dieu et à ses sentiments)-, l'enfant peut choisir chaque semestre environ, l'atout qu'il souhaite développer, par des actions ponctuelles mais surtout par une attitude au quotidien.
Sa progression est suivie par un carnet et, lorsqu'il estime avoir rempli le contrat qu'il s'est lui-même fixé, il reçoit du sylphe l'insigne le représentant qui montre qu'il a grandi dans ce domaine.
Des activités en lien avec les sylphes sont vécues tout au long de l'année afin de faire progresser collectivement les enfants sur des savoir-faire. Auparavant récompensée par des "graines", cette progression n'est plus représentée.
La dernière année dans cette branche, l'enfant est invité à devenir « veilleur » : de paix, de nature, de bien-être ou de mémoire. Il s'agit d'améliorer la vie de la peuplade en veillant à la bonne-entente, au respect de l'environnement, au confort matériel ou à la mémoire du vécu de la peuplade (journal, photos…).
Les louveteaux et jeannettes portent une chemise orange, mais qui était jaune jusqu'en 2011.

#### Scouts et guides
Il est nécessaire de prendre note du fait que la pédagogie des Scouts et Guides a été modifiée. La nouvelle pédagogie a pris effet en septembre 2021. Cette dernière présente de grandes similitudes avec l'ancienne pédagogie et consiste majoritairement en une simplification de celle-ci.
La Tribu devient ainsi "Communauté", les équipages deviennent "Équipe", les rôles changent de nom, d'attribution et sont moins nombreux, etc.
Pour les jeunes de 11 à 14 ans. L'ensemble de l'unité est la « Tribu ». Les jeunes se retrouvent en petites équipes appelées « équipages » où chacun a un rôle pour le faire fonctionner (Pilote, Coach, Témoin, Architecte, Intendant, Artiste). Le pilote, par exemple, coordonne et s'occupe de son équipe. Il est aussi l'interlocuteur premier avec la maîtrise. L'équipage a une durée de vie d'un an, chaque scout ou guide tient donc le même rôle sur un an, jusqu'à la fin du camp d'été. Certaines tribus changent d'équipes et de rôle pour le camp, les jeunes pouvant alors réaliser les six rôles pendant leurs trois années dans la tribu.
Après un temps d'accueil ou chacun apprend à vivre en équipage, (soit à partir de décembre-Janvier) les Scouts et Guides choisissent de vivre un projet « L'Aventure » (appelé maintenant "Odyssée") en traversant une « terre d'aventure », pendant laquelle les équipages se réunissent réaliseront des missions pour faire avancer le projet. En général les Tribus vivent 2 aventures pendant l'année, et une pendant le camp d'été.
L'équipage est l'espace de vie central des scouts et guides afin de leur faire découvrir l'autonomie. L'autonomie des équipages est vécue de façon croissante pendant l'année : réunions d'équipage, service d'équipage, week-ends d'équipage. Le point culminant de la progression dans l'autonomie de l'équipage se vit pendant le camp, c'est « l'exploration ». Après une préparation (itinéraires, lieu de couchage, menus, etc.) sous le regard bienveillant des chefs et cheftaines, chaque équipage part du camp pendant environ 24 h (1 nuit) pour vivre une randonnée d'exploration dans les alentours du camp.
Les scouts et les guides dans leur 14e année, vivent, entre mars et juin, un week-end « Brevet d'Éclaireur de Tribu » avec d'autres scouts et guides des territoires voisins. Au choix, une acquisition de compétences dans un des 3 parcours au choix : « Bosses et Bobos » (premiers soins), « Robinson » (construction fabrication) ou « 3 étoiles » (cuisine de camp) et depuis 2015 un parcours « Ces'arts » (création) a vu le jour. Ce week-end leur permet également de revenir sur le vécu au sein de leur Tribu et de vivre une veillée animée par des Pionniers et Caravelles. Les Éclaireurs de Tribu ont ensuite pour mission de transmettre leurs compétences pendant la fin de l'année et le camp, avant de rejoindre la Caravane des Pionniers et Caravelles.
Les huit terres d'aventures sont :
| Terre d'aventure             | Peuple          | Signe d'alliance |
| ---------------------------- | --------------- | ---------------- |
| Vie dans la nature           | Inuit           | Sac à dos        |
| Sport et santé               | Bochimans       | Témoin de relais |
| Communication et citoyenneté | Dogons et Bozos | Livre d'équipage |
| Respect de l'environnement   | Lepchas         | Plante           |
| Rencontres internationales   | Tsiganes        | Chemin           |
| Construction et fabrication  | Mayas           | Malle d'équipage |
| Solidarité                   | Trobriandais    | Main             |
| Expression artistique        | Maoris          | Feu              |

#### Pionniers et caravelles
Pour les jeunes de 14 à 17 ans. Les pionniers et caravelles forment ensemble une « caravane », subdivisée en « équipes », avec un « chef d'équipe » en tête, chargé de faire le lien avec la maîtrise (l'équipe constituée par les chefs et cheftaines) et de représenter son équipe.
Les pionniers et caravelles réalisent des « CAPs ». Cet acronyme signifie : « Concevoir, Agir, Partager ». C'est la base même de l'état d'esprit des pionniers et caravelles. Concrètement, les CAPs sont des projets que l'on mène tout au long de l'année dans des domaines très variés tels que :
- la solidarité ;
- l'international ;
- l'Évangile ;
- le sport ;
- la protection de l'environnement ;
- l'expression ;
- la communication ;
- la fabrication.

Le projet est choisi et préparé par les jeunes, la présence des chefs permettant (outre l'encadrement légal et pédagogique) de donner de l'aide, de faire le point, etc. C'est avec les pionniers que de grands projets peuvent être réalisés : faire un camp « sports en eaux vives », réaliser des voitures à pédale pour 8, partir à la rencontre des scouts d'autres pays, faire un camp itinérant, participer à des fouilles archéologiques, etc. Lors du camp, un « chantier » est généralement réalisé (rejoignant sens du service) : participation à la reconstruction d'une maison, repeindre la barrière du propriétaire du lieu de camp, etc. Pour qu'un projet soit un « cap », conformément à la pédagogie, il doit remplir cinq critères : utilité, découverte, rencontre, dépassement et créativité. Sur une année, deux « caps » seront réalisés, le premier allant de septembre à janvier, le second de janvier au camp d'été.
La progression du pionnier et de la caravelle se fait d'année en année. À son arrivée en première année, le jeune reçoit un insigne représentant un cairn.
C'est au terme de sa première année que le jeune fait sa « promesse ». Il aura eu l'occasion de la préparer lors d'un temps de réflexion personnel appelé « source » (des explorations par tranche d'âge). Au début de chaque année, le jeune choisit un rôle qu'il aura à tenir pendant l'année. Les dix rôles sont :
- chef d'équipe : coordonne les actions dans son équipe et suit la progression de chaque membre, fait le lien entre l'équipe et la maîtrise ;
- responsable intendance : prévoit les menus de manière équilibrée en fonction des activités et du lieu. Prépare une liste de courses et du matériel ;
- responsable budget : budgétise les activités et en déduit les actions à mener pour trouver de l'argent ;
- responsable matériel : inventorie, renouvelle et entretient le matériel. Il le prépare à chaque sortie ;
- responsable animation : propose des thèmes pour les activités et les veillées. Prépare et organise les veillées ;
- responsable Santé : prépare la trousse à pharmacie, veille à l'hygiène et & la santé de chacun ;
- responsable communication : crée l'annuaire de la caravane, transmet les informations, fait des reportages et les diffuse ;
- responsable vie spirituelle : Présente le désert (thème de réflexion d'année), se charge de la préparation des temps spirituels.
- responsable documentation : recherche les informations pratiques sur les projets, crée une base de données de documents ;
- responsable hébergement : recherche les détails pratiques concernant les lieux d'hébergement, recherche les cartes IGN.

Ces rôles permettent de répartir les tâches pour la préparation d'un week-end ou d'un camp, et sensibilisent les jeunes à la notion de responsabilité. Parallèlement à ces rôles, chaque jeune choisit son cheminement personnel grâce aux « itinéraires ». Il y a en tout six itinéraires :
- vivre ensemble ;
- vivre avec des valeurs ;
- vivre avec énergie ;
- vivre avec son temps ;
- vivre avec espérance ;
- vivre avec rayonnement.

Chaque jeune aura à réaliser quelques tâches ponctuelles, pour la caravane, en rapport avec l'itinéraire qu'il a choisi et à l'issue de ces actions, en signe d'un bon parcours d'« itinéraire », le jeune reçoit la « pierre » correspondante à placer sur son « cairn ». De cette façon, à raison de deux itinéraires par an, le jeune pourra avoir un insigne de cairn complet au bout de ses 3 ans chez les pionniers.
La fin de sa deuxième année est marquée par une exploration. Traditionnellement les pionniers et caravelles partent en binôme pour un temps d'itinérance de 48 h (se dépasser : 24 h découverte et 24 h nature). L'itinéraire suivi et le lieu et moyen d'hébergement étant choisis à l'avance. Durant ces deux jours, ils prennent un temps de réflexion individuel symbolisé par une « source » durant lequel ils font le point sur leurs deux ans au sein de la « caravane ».
À la fin de la progression chez les pionniers et caravelles, tous les jeunes en 3e année partent en exploration pour 36h. C'est pour eux l'occasion de préparer leur passage aux compagnons/JEM. Lors de ces 36 h, chaque jeune prend un temps de réflexion individuel ici aussi appelé « source », afin de retracer son itinéraire chez les pionniers et caravelles, puis pour se projeter dans le futur (Scout et non Scout).
À l'issue des trois années chaque jeune aura les six pierres sur son insigne de « cairn ». C'est le signe qu'il a acquis suffisamment d'autonomie pour passer dans la branche supérieure.

#### Compagnons
Les membres d'une « équipe » Compagnons réalisent eux-mêmes leur projet. Les compagnons ont généralement entre 17 et 20 ans. Il s'agit de la branche aînée du mouvement. Bien que des adultes plus âgés (les accompagnateurs compagnons ou « AccoCo ») soient présents, leur aide n'est que ponctuelle (mise au point sur l'avancée du projet, etc.) et ils ne partent pas en camp avec les jeunes. Les projets se vivent en équipe uniquement.
L'ensemble des équipes forment un « relais » compagnon, lieu d'échange et de vie entre les équipes.
La pédagogie est basée sur trois temps :
- le premier concerne la fondation de l'équipe. Il s'agit de réaliser un premier projet, afin de permettre aux membres de l'équipe de mieux se connaitre, d'apprendre à fonctionner ensemble. Au terme de ce premier temps, les membres de l'équipe peuvent prononcer leur « adhésion » à l'équipe, soudée autour d'un « texte de fondation ». C'est au cours de cette cérémonie qu'ils reçoivent leur insigne (un médaillon) d'adhésion ;
- après avoir passé ce « cap de la fondation », les compagnons entrent alors en deuxième temps, au cours duquel ils « prennent le large ». Il s'agit alors pour eux de réaliser un projet « riche » : riche en rencontres, en dépaysement, en apprentissage, en amitié… Ce projet s'effectue dans une relation de partenariat, généralement avec une autre association ;
- après une relecture de ce projet, et le passage du « cap des appels », où les compagnons sont invités à vivre un projet personnel, ils entrent dans le troisième temps, un temps de « témoignage ». Ils achèvent alors pratiquement leur aventure scoute (en tant que jeune) et sont invités à réaliser un engagement: engagement au sein d'une association, de l'Église… Ou bien des Scouts et Guides de France (en devenant chef ou cheftaine par exemple).

C'est au terme de cette (parfois longue) aventure scoute qu'ils passent le « cap de l'envoi » et peuvent s'ils le souhaitent prononcer leur engagement compagnon, durant lequel ils vont dire devant d'autres leur itinéraire, ainsi que leur désir pour l'avenir.

### Propositions spécifiques

#### Handicap et inclusion
Les Scouts et Guides de France accueillent des enfants et des adultes en situation de handicap.
Pour les enfants et les jeunes, il est fait aux enfants et aux jeunes une proposition de scoutisme avec des jeunes valides de leur âge. Cette proposition vise à développer l’accessibilité du scoutisme, en considérant qu'avoir une déficience physique ou sensorielle, des difficultés intellectuelles ou relationnelles n’est pas forcément un handicap pour faire du scoutisme. C'est aux responsables locaux, en lien avec les familles, de définir les modalités d’accueil et d’intégration.
Le mouvement propose également aux personnes handicapées mentales d'au moins 18 ans, filles ou garçons, de continuer à faire du scoutisme. C’est la proposition Audace. Elle est issue des Guides de France et existait jusqu'en 2021 sous le nom de Vent du large.

#### Scoutisme marin
« La formation du caractère par le scoutisme est excellente, mais quand elle se renforce de la pratique de la mer, je ne crois pas qu'il n'y ait rien qui puisse lui être comparé, à condition que marin reste toujours l'adjectif et scout le nom. »

— Jacques Sevin
Dès 1908, Baden-Powell fait l'expérience de faire vivre le scoutisme par la pratique des activités nautiques, principalement la pratique de la voile. À l'heure actuelle, une vingtaine de groupes Scouts et Guides de France sont labellisés marins. La proposition pédagogique marine comporte quatre domaines que les jeunes peuvent découvrir. Ils sont représentés par les 4 points cardinaux de la boussole :
|                                                |                                        |                       |
|                                                | La navigation                          |                       |
| L'ouverture à tous, la rencontre et le service |                                        | L'environnement marin |
|                                                | Les sciences et les techniques marines |                       |

##### Tranche d'âge 8-11 ans: lesmoussaillons
Les Moussaillons sont l'équivalent terrien des Louveteaux/Jeannettes. Ils pratiquent la voile lors de sorties encadrées et fondent leur aventures autour de la découverte du milieu marin. Le lexique utilisé pour les Louveteaux/Jeannettes est le même avec les Moussaillons. Pour se différencier des Louveteaux, les Moussaillons portent un rayé sous leurs chemises orange. Ils ont également un insigne de promesse légèrement différent, avec la croix marine.

##### Tranche d'âge 11-14 ans: lesmousses
Les mousses sont scouts et guides. Ils suivent dont tout naturellement la même pédagogie que la branche, « Equipages » et « Tribus » sont donc les termes utilisés pour les équipes de vie et l'unité. Les rôles de fonctionnement de l'équipage sont les mêmes, avec quelques ajouts utiles aux activités marines. Les mousses ont toutefois deux labels d'équipage supplémentaires : préparateur et navigateur.
Les scouts et guides ayant de réelles compétences reconnues en navigation, gestion d'embarcation, et accompagnement d'équipiers, ont également la possibilité d'obtenir le label de Timonier (également remis dans la branche Pionniers-Caravelles).

##### Tranche d'âge 14-17 ans: lesmarins
Les marins et marines font partie intégrante de la branche « pionniers - caravelles » et de ce fait ils fonctionnent exactement sur le même modèle. Toutefois les dénominations changent par rapport aux pionniers, avec des termes plus « marins » :
- la « caravane » est appelée « flottille » ;
- l'« équipe » est appelée « équipage » ;
- le « chef d'équipe » est appelé « chef d'équipage ».

En plus des rôles classiques des pionniers, chaque marin a une fonction à laquelle il se forme pendant l'année. Une fonction est un rôle spécifique à la conduite du bateau, telle que la connaissance des calculs de marée ou la capacité à faire une manœuvre d'accostage.
Les activités des marins sont bien sûr plutôt orientées vers le milieu de la mer et le camp d'été a traditionnellement lieu à proximité d'une côte afin de pratiquer la voile. Avant de partir faire un camp en mer, les jeunes peuvent bénéficier de formations pour se familiariser avec le milieu nautique. Ces formations pratiques et théoriques sont généralement dispensées pendant l'année, soit sous forme de week-ends, soit au cours d'un SMATECH (stage marin technique) d'une semaine environ.
La connaissance du milieu nautique ne se limite pas à la navigation. Proches de la nature par essence, les Scouts Marins ont également à cœur de découvrir tout ce qui touche à la mer, entre autres l'écosystème et les milieux professionnels.
Pour l'entraînement à la partie pratique, cela peut se faire, pour des raisons de proximité géographique sur un plan d'eau intérieur. Le groupe scout peut prendre l'initiative de ces formations si celui-ci possède l'encadrement adéquat, ou en partenariat avec une école de voile dans le cas contraire.
Le camp d'été comporte donc une grande partie de navigation, mais tout ce qui touche au monde de la mer peut y être découvert. Ainsi, les marins pourront partager l'expérience des sauveteurs en mer, rencontrer un gardien de phare, ou partir quelques heures sur un bateau de pêche.

##### Encadrement
Les activités nautiques sont considérées comme risquées. De ce fait, un simple BAFA ne suffit pas pour encadrer des jeunes en navigation. Le Scoutisme marin, auquel adhèrent les Scouts et Guides de France, propose différents stages de formation pour permettre à un adulte d'encadrer des jeunes en toute légalité et en toute sécurité.
- BAFA Qualification Voile (QV) : Peut encadrer une flottille de 10 dériveurs légers maximum ou 6 bateaux collectifs, dans une zone délimitée, à moins de 2 milles d'un abri et jusqu'à 4 Beaufort. Âge minimum requis : 18 ans.
- Patron d'Embarcation (PE) : Peut encadrer un bateau en autonomie hors d'une zone délimitée, à moins de 2 milles d'un abri et jusqu'à 5 Beaufort, si le titulaire est majeur, ou, diriger un bateau sous la responsabilité du CF. Âge minimum requis : 16 ans.
- Chef de Quart (CQ) : Idem que le BAFA QV et possibilité d'encadrer une flottille de 4 bateaux collectifs ou petits habitables à moins de 2 milles d'un abri et jusqu'à 5 Beaufort hors d'une zone délimitée. Peut également encadrer un bateau en autonomie (sans CF) a moins de 6 milles d'un abri et jusqu'à 5 Beaufort. Âge minimum requis : 18 ans.
- Chef de Flottille (CF) : Idem que le CQ et peut encadrer une flottille de 4 bateaux maximum, avec au moins un PE ou CQ par bateau à moins de 6 milles d'un abri et jusqu'à 5 Beaufort. Âge minimum requis : 19 ans.

#### Scoutisme en quartier
Depuis près de 20 ans, les Scouts et Guides de France proposent à des jeunes de quartiers, de vivre le scoutisme.
Les enjeux de cette démarche sont de :
- proposer des activités régulières à des jeunes (8-15 ans) en leur donnant des responsabilités ;
- soutenir les parents dans l’éducation de leurs enfants ;
- prévenir la délinquance et œuvrer pour l’intégration des jeunes ;
- permettre à des jeunes adultes (17-25 ans) de se former et d’être acteurs de leurs quartiers.

Ces enjeux sont mis en œuvre à travers plusieurs types de projets :
- des propositions de camps pendant l’été, en fonction des tranches d’âge ;
- des implantations de groupes dans les quartiers populaires ;
- des projets de solidarité menés par les scouts et les guides de 17-20 ans ;

#### Proposition Patrouilles
De 2009 à 2012, l'association a accueilli quelques unités pratiquant la méthode unitaire, également appelée « proposition Patrouilles » (une seule branche 12-17 ans au lieu d'une branche 11-14 ans et une branche 14-17 ans). La poursuite du développement de cette initiative a été rejetée lors de l'Assemblée Générale de 2012. À partir de septembre 2012, les groupes concernés pourront toutefois continuer leurs activités, en étant soutenus par une équipe de chargés de mission nationaux.

## Les grands rassemblements nationaux

### Louveteaux-Jeannettes
- 13 au 16 mai 2010 à Jambville : Graines de diversité en lien avec la Journée de la Fraternité à Paris le 15 mai, rassemblement national des chefs et cheftaines Louveteaux-Jeannettes
- 5 et 6 avril 2014 : "De notre mieux", certains territoires ayant organisé des week-end groupés, 48 rassemblements différents regroupant 18 000 personnes ont eu lieu simultanément.

### Jamborees Scouts-Guides
- 28 juillet au 1er août 2006 à Jambville : Quels talents ! (15 824 participants)
- 27 au 31 juillet 2012 à Jambville : Vis tes rêves ! (17 000 participants)
- 22 au 26 juillet 2019 à Jambville : Connecte ! (22 000 participants)[17]

### Jamborees Pionniers-Caravelles
- 26 au 30 juillet 2010 à Cussac-Fort Médoc : CitéCap (10 000 pionniers-caravelles) suivi par le centenaire du scoutisme marin Cap'O'Cent (31 juillet-3 août)
- 16 au 23 juillet 2015 à Strasbourg : You're up (15 000 participants)
- Du 24 au 28 juillet 2025 a Jambville, le Jamboree Clameurs a rassemblé plus de 17 000 compagnons, pionniers et caravelles.

### Rassemblement Compagnons
- 22 au 25 avril 2011 à Paris puis Jambville : Paris d'Avenir (3 500 compagnons et rovers d'Europe et des pays du Sud)
- Du 24 au 28 juillet 2025 a Jambville, le Jamboree Clameurs a rassemblé plus de 17 000 compagnons, pionniers et caravelles[18].

### Rencontres nationales pour les cadres du mouvement
- 6 au 8 mai à Jambville : Parole de liberté, paroles d'avenir, rencontres nationales pour les chefs et cheftaines, équipes de groupe, équipes territoriales et nationales, compagnons
- 23 au 25 avril 2011 à Jambville : Génération Responsables, rencontres nationales rejointes par le rassemblement Paris d'Avenir dès le 24.
- 16 au 18 avril 2022 à Jambville : A l'unisson, rencontres nationales pour les chefs et cheftaines, équipes de groupe, équipes territoriales et nationales, compagnons et représentants associatifs des 16 ans et +, en parallèle de l'assemblée générale.
- 11 au 13 novembre 2022 à Jambville : Scintille, rassemblement national pour les encadrants de la branche Scouts-Guides afin d'expliquer la nouvelle pédagogie concernant cette tranche d'âge.

## Les filiales
L'association des Scouts et Guides de France développe un certain nombre d'activités à travers des filiales. La plus importante, Scoutik, a été entérinée en septembre 2015 et regroupe plusieurs activités dont certaines étaient déjà sous la forme de filiales : La Boutique du scoutisme, les centres nationaux (Jambville, Mélan - les Feux Nouveaux…), les Presses d'Île-de-France… Cette filiale permet de consolider les modalités de gestion, de fiscalité et de développement ces activités.

## Engagements publics et prises de position
Les Scouts et Guides de France expriment ponctuellement des prises de position sur des enjeux de société ou d’actualité, en lien avec leur mission éducative. Ces engagements se fondent sur les valeurs de fraternité, d’ouverture et de paix mises en avant dans leur projet éducatif. Leurs prises de position sont relayées par leur médias sociaux, ainsi que la lettre d'information de leur site internet.
Ces engagements publics, bien que ponctuels, témoignent d'une volonté de certains mouvements scouts de s’inscrire dans le débat sociétal. Ils sont parfois interprétés différemment selon les sensibilités politiques ou éducatives.

### Partenariat avec la revue Projet
Le 2 juin 2016, les Scout et Guides de France soutiennent la publication d'un numéro spécial de la revue Projet consacré à l’analyse de la montée de l’extrême droite en France.

### Prises de position lors des élections législatives de 2024
Les Scouts et Guides de France co-signent un article dans le journal Ouest-France, dans lequel ils « s’opposent à un projet de société fondé sur la division et l’exclusion de personnes ou de groupes de personnes ».

## Controverses

### Un calendrier jugé trop «woke»
En octobre 2022, un calendrier publié par les SGDF, valorisant des figures engagées comme Greta Thunberg, Mère Teresa ou le pape François, a été critiqué par des médias conservateurs, qui y ont vu une adhésion à une idéologie dite « woke ». Le journal Valeurs actuelles a évoqué une « fièvre woke chez les Scouts et Guides de France », tandis que Le Parisien a relayé les réactions suscitées par certaines citations perçues comme trop militantes.
En réponse, Agnès Cerbelaud, responsable de la communication des SGDF, précise sur BFM TV que l'objectif du calendrier n'est pas de choquer, mais de promouvoir l'égalité entre les femmes et les hommes, une valeur fondamentale du mouvement scout.

### Débat sur les questions LGBT
En 2019, lors du jamboree national « Connecte », des jeunes participants ont remis au ministre de l’Éducation nationale une lettre mentionnant notamment le soutien à la « cause LGBT » parmi les priorités identifiées. Cette action a été saluée par Marlène Schiappa mais critiquée par des voix catholiques traditionalistes, qui y ont vu un alignement du mouvement avec les revendications LGBT.
La direction des SGDF a précisé qu’il ne s’agissait pas d’une prise de position institutionnelle mais d’une initiative de jeunes exprimant leur engagement contre les discriminations, conformément à la mission éducative du mouvement. Elle a réaffirmé par ailleurs l’identité catholique du mouvement et son attachement à l’enseignement social de l’Église.

### Critiques envers la présidente Marine Rosset
En 2025, Marine Rosset, présidente des Scouts et Guides de France, est critiquée par certains médias conservateurs en raison de ses engagements politiques à gauche. Élue sous l’étiquette du Parti socialiste, elle a soutenu les alliances NUPES en 2022 puis le Nouveau Front populaire en 2024. Elle s’est notamment positionnée publiquement en faveur du droit à l’avortement et des droits LGBT+, tout en affichant une opposition ferme au Rassemblement national,,.
Concernant sa vie privée, elle est lesbienne, en couple et mère d'un enfant. Elle a notamment déclaré dans une interview donnée dans le magazine Emile,: « J'ai un enfant qui a un an et demi […]. Cet enfant a deux mères. Dans des pays déjà dirigés par l'extrême droite, comme l'Italie, notre famille n'existerait pas ».
Moins de deux mois après son élection, elle annonce sa démission,. Elle explique dans une entrevue avoir reçu de la part de personnes extérieures aux SGDF de la haine et des amalgames de ses positions personnelles avec celles du mouvement. Elle dit avoir choisi de démissionner en raison d'une élection législative partielle dans sa circonscription pour ne pas que sa personne soit associée au mouvement SGDF : « La moindre de mes prises de parole aurait été surveillée ». Selon Le Canard enchaîné, cette démission fait suite à une « violente campagne de dénigrement lancée par la droite et l'extrême-droite catholique » soutenue par l'épiscopat français qui a fait pression pour son départ.